# Fredensborg IL
Il Fredensborg Idrettslag era una squadra di pallamano maschile norvegese con sede a Oslo.

## Palmarès
- Campionato norvegese: 7
1965-66, 1966-67, 1974-75, 1975-76, 1980-81, 1981-82, 1984-85.